# لويترسهاوزن
لويترزهاوزن (بالألمانية: Leutershausen) هي بلدة ألمانية تقع في ألمانيا في آنسباخ.

## أعلام
- غوستاف وايتهيد